# Vedran Vinko
Vedran Vinko (22 de Fevereiro de 1990) é um futebolista da Eslovénia que joga na posição de extremo no NK Nafta Lendava, clube da Primeira Liga Eslovena. É conhecido pela sua enorme capacidade para fintar, e pela sua técnica e velocidade.

## Estatísticas

### Em clubes
| Época   | Clube            | País      | Série | Jogos | Golos |
| ------- | ---------------- | --------- | ----- | ----- | ----- |
| 2010/11 | NK Nafta Lendava | Eslovénia | I     | 26    | 10    |
| 2009/10 | NK Nafta Lendava | Eslovénia | I     | 7     | 0     |
| 2008/09 | NK Nafta Lendava | Eslovénia | I     | 17    | 0     |
| 2007/08 | NK Nafta Lendava | Eslovénia | I     | 3     | 0     |
| 2006/07 | NK Nafta Lendava | Eslovénia | I     | 4     | 1     |

## Títulos
Nenhum